# Frank Peter Ullrich
Frank Peter Ullrich (* 1969 in Birkesdorf) ist ein deutscher Politiker der SPD. Seit November 2020 ist er Bürgermeister der Stadt Düren in Nordrhein-Westfalen. Vor seiner politischen Tätigkeit arbeitete er bei diversen Bundesbehörden.

## Ausbildung und frühe Tätigkeiten
Ullrich besuchte die Grundschule in Arnoldsweiler und erreichte am Gymnasium am Wirteltor Düren sein Abitur. Anschließend absolvierte er an der Hochschule des Bundes für öffentliche Verwaltung ein Studium zum Diplom-Verwaltungswirt (FH). Darauf folgte eine Ausbildung zum Kriminalbeamten. Ullrich arbeitete beim Bundeskriminalamt in Wiesbaden und Meckenheim. Danach bildete er sich zum Betriebswirt weiter und war als Organisationsprüfer beim Bundesamt für Verfassungsschutz sowie als leitender Organisator beim Bundesamt für Güterverkehr tätig. An der Hochschule des Bundes bildete er mit einem Lehrauftrag für Arbeitsrecht und Beamtenrecht neue Verwaltungsbeamte aus. 2010 übernahm er eine neue Tätigkeit als Oberrechnungsrat und Prüfer beim Bundesrechnungshof.

## Politischer Werdegang
Ullrich trat 1991 in die SPD ein. 2009 wurde er sachkundiger Bürger der Stadt Düren. Bei der Kommunalwahl 2015 trat er als gemeinsamer Bürgermeister-Kandidat von SPD und CDU in der Stadt Jülich an, unterlag jedoch in der Stichwahl dem parteilosen Kandidaten Axel Fuchs. Ab 2017 war er stellvertretender Vorsitzender der SPD Düren, bevor er im Februar 2019 Vorsitzender wurde. Bei der Kommunalwahl 2020 trat er als Bürgermeister-Kandidat der SPD in Düren an. Ullrich erzielte im ersten Wahlgang das beste Ergebnis von fünf Kandidaten, bevor er sich in der Stichwahl mit 69,77 % gegen Thomas Floßdorf (CDU) durchsetzte. Am 1. November 2020 begann seine Amtszeit als Dürener Bürgermeister. Er wurde im Februar 2021 zum Vorsitzenden des Verbandsrates des Wasserverbandes Eifel-Rur und zum Aufsichtsratsvorsitzenden der Dürener Bauverein AG gewählt.

## Privates
Ullrich ist seit 1999 verheiratet. Er hat zwei Töchter.